# Пенико, Мюриэль
Мюриэ́ль Пенико́ (фр. Muriel Pénicaud; род. 31 марта 1955) — французская предпринимательница, министр труда (2017—2020).

## Биография

### Ранние годы
В 1975 году получила степень бакалавра по истории, в 1976 году — степень магистра методики преподавания (Sciences de l'éducation) в университете Париж-Нантер. В 1980 году получила диплом углублённого изучения наук (DEA) по клинической психологии в Страсбургском университете-1, в 1995 году прослушала курс в INSEAD.
В 1976—1985 годах занималась вопросами органов местного самоуправления, в том числе в Национальном центре государственной службы в местном самоуправлении (CNFPT); возглавляла Лотарингский центр по вопросам детства и юности (CLEJ — Centre lorrain pour l’enfance et la jeunesse).

### Деловая карьера
В 1993—1996 годах — директор по обучению кадров группы Danone. В 1996—2000 годах — директор по повышению квалификации менеджеров группы Danone, в 2000—2002 годах являлась директором по кадровой политике.
В 2002—2008 годах работала заместителем генерального директора Dassault Systèmes, где также отвечала за кадровую политику.
В 2008—2013 годах занимала должность директора по кадрам группы Danone.
В 2014—2017 годах являлась генеральным директором агентства Business France.
Работала в компании Orange, в 2014 году вошла в руководство управляющей компании парижских аэропортов Aéroports de Paris.

### Политический опыт
Пенико начинала свою карьеру в Министерстве труда, в том числе начале 1990-х являлась советником министра труда Мартин Обри. В 2006—2009 годах возглавляла Национальный институт труда, занятости и профессионального обучения (Institut national du travail, de l’emploi et de la formation professionnelle). Возглавляла Высший совет социального диалога.
17 мая 2017 года получила портфель министра труда в правительстве Эдуара Филиппа.
21 июня 2017 года сохранила эту должность при формировании второго правительства Филиппа.
6 июля 2020 года исключена из правительства при формировании кабинета Кастекса, в котором портфель министра труда получила Элизабет Борн.
26 августа 2020 года решением Совета министров по инициативе министра иностранных дел Жан-Ива Ле Дриана назначена постоянным представителем Франции при ОЭСР со вступлением в должность с 28 сентября 2020 года.